# 하장초등학교 역둔분교
하장초등학교 역둔분교는 대한민국 강원특별자치도 삼척시에 있었던 공립 초등학교이다.

## 학교 연혁
- 1937년 10월 1일: 하장공립보통학교 부설 역둔간이학교 설립인가
- 1943년 6월 25일: 역둔국민학교 승격
- 1967년 3월 1일: 판문분교장 설립인가
- 1996년 3월 1일: 역둔초등학교로 개칭
- 1998년 2월 19일: 제51회 졸업식(총 1441명)
- 1999년 9월 1일: 하장초등학교로 편입
- 2011년 3월 1일: 3학급(8명 재학) 편성
- 2017년 2월 28일: 폐교[2]

## 참고 자료
- 하장초등학교역둔분교장 - 한국교육학술정보원 학교알리미